# Armata muncii
Armatele muncii au fost formațiuni paramilitare din Uniunea Sovietică, care au fost create în anii 1920 – 1921 pe sistemul direcțiilor, unităților de logistică și intendență ale Armatei Roșii. De asemenea, a fost denumirea neoficială a sistemului de serviciu obligatoriu de muncă al celor recrutați în unitățile de muncă organizate pe bază militară în anii 1942 – 1946 și în perioada postbelică.
Există două perioade de existență a armatelor de muncă:
- prima perioadă, 1920-1921, armata muncii propriu-zisă în istoriografia sovietică.
- a doua perioadă, 1942-1946, au fost formațiuni de muncă militarizată  create în timpul Marelui Război Patriotic pentru anumite categorii de populație, atât cetățeni sovietici cu drepturi depline, cât și cetățeni cu drepturi civile restrânse, aflate oficial sub comanda NKVD-ului, iar mai târziu, sub comanda organelor republicane și regionale ale MVD.

## Vedeți și:
- Comunism de război
- GULAG